# Visemar di Navigazione
Visemar di Navigazione is een Italiaans bedrijf, gespecialiseerd in het verhuur van schepen. In 2010 was het voor korte tijd actief als rederij.
Met het schip Visemar One voer de rederij vanaf Venetië eenmaal per week naar Tartous (Syrië), en Alexandrië (Egypte). De overtocht tussen Venetië en Tartous bedroeg 68 uur, van Tartous naar Alexandria 20 uur, en van Alexandrië terug naar Venetië 60 uur. Visemar Line werd opgericht onder het Europese Motorways of the Seas-project.
Visemar Logistic regelde het hele vrachtproces over land en zee, van vertrekpunt tot de uiteindelijke bestemming, vooral koeltransporten van groenten en fruit.
Door de onrusten in het Midden-Oosten, waaronder de Syrische Burgeroorlog, werd de verbinding in 2011 opgeheven.